# デンバ・バンバ
デンバ・バンバ（Demba Bamba、1998年3月17日 - ）は、トップ14ラシン92に所属するラグビー選手。

## プロフィール
- フランス・サン＝ドニ出身。
- ポジションはプロップ(PR)。
- 身長 185cm、体重 118kg
- U20フランス代表に選ばれたことがある[1]。
- フランス代表キャップは28（2024年10月現在）でワールドカップ2019のフランス代表に選ばれた[2]。

## 略歴
CAブリーヴを経て、2019年、リヨンOUに加入。
2024年、ラシン92に加入。 